# Kertagena Daya
Kertagena Daya is een bestuurslaag in het regentschap Pamekasan van de provincie Oost-Java, Indonesië. Kertagena Daya telt 2640 inwoners (volkstelling 2010).